# Juan Carlos Heredia (futbolista nacido en 1952)
Juan Carlos Heredia (Córdoba (Argentina), 1 de mayo de 1952), conocido como Milonguita (apodo que heredó de su padre, el Milonga), es un futbolista argentino naturalizado español hoy retirado.

## Biografía
No había cumplido aún los 20 años cuando debutó jugando para Club Atlético Belgrano por el Nacional de 1971. Sus buenos desempeños lo llevaron a Rosario Central para jugar el Metropolitano de 1972. También se destacó en ese club y a mitad de año el Porto de Portugal se hizo de sus servicios. Una temporada más tarde el Elche de España se lo llevó y de allí pasó a uno de los clubes más importantes del mundo: el Barcelona. En el equipo catalán estuvo seis temporadas, y aunque no fue campeón en la Liga, obtuvo la Copa del Rey 1977-78 y la Recopa de Europa de 1978-79. Se nacionalizó español y alcanzó a jugar tres partidos para esa selección nacional en los años 1978 y 1979. A mediados de 1980 decidió volver a la Argentina para jugar en River Plate.
En 1981 jugó el Metro para River y lo cedió a Argentinos Juniors para el torneo Nacional. El Bicho se había salvado del descenso en agosto en aquel recordado partido ante San Lorenzo y jugaba el torneo que incluía a equipos del interior del país de una manera más relajada. Para ese torneo llegaron, entre otros, Omar Jacinto Alí, Jorge Sanabria, Gustavo César Carrizo y Walter Fernández, quien luego se destacaría en Racing Club.
Juan Carlos Milonguita Heredia debutó con la camiseta de Argentinos el 20 de septiembre de 1981 ante Huracán en Boyacá y Juan Agustín García, por la 2.ª fecha del Nacional. Fue el centrodelantero de un equipo que formó con Mario Alles; Carlos Carrizo, Miguel Bordón, Christian Angeletti y Carlos Olarán; Eduardo Rotondi, Sergio Batista y Omar Alí, Pedro Pasculli (promediando el complemento, reemplazado por Jorge Sanabria), Milonguita Heredia y Gustavo Carrizo (a dos minutos del final ingresó Ricardo Franceschini). Osvaldo Sosa era el técnico y Argentinos lo ganaba con un gol de Rotondi a los 20 minutos, pero un minuto más tarde empató Monzón. Enseguida volvió a sacar ventaja el Bicho a través de Carlos Carrizo. A tres minutos del descanso, Heredia vio la tarjeta roja de parte del juez Julio Barraza. En el amanecer del complemento empató Carlos Babington y a 11 minutos del final Gustavo Carrizo puso el 3 a 2 definitivo. Fueron los únicos 42 minutos de Heredia en Argentinos, ya que no volvió a jugar y ni siquiera estuvo en el banco.
Dirigió a Universitario y Unión San Vicente, de la Ciudad de Córdoba, clubes que militaban en la primera división de la Liga Cordobesa. Sin tener el título de D.T. salvó del descenso a Unión San Vicente y estuvo a un solo partido de clasificar a Universitario al Torneo Nacional.

## Vida personal
Luego de retirarse manejó un taxi, tuvo una escuela de fútbol en su natal Córdoba y trabajó en la Agencia Córdoba Deportes.
Milonguita Heredia inició su carrera de futbolista en las divisiones inferiores del Club Universitario de la ciudad de Córdoba debutando en primera división de la liga Cordobesa con 15 años. Y, después, fue adquirido por el Club Atlético Belgrano.

## Palmarés

### Títulos Locales
| Título                       | Club     | País      | Año        |
| ---------------------------- | -------- | --------- | ---------- |
| Liga Cordobesa de Fútbol     | Belgrano | Argentina | 1970, 1971 |
| Campeonato Clasificación LCF | Belgrano | Argentina | 1970, 1971 |

### Títulos nacionales
| Título                     | Club        | País      | Año     |
| -------------------------- | ----------- | --------- | ------- |
| Copa del Rey               | Barcelona   | España    | 1977-78 |
| Primera División argentina | River Plate | Argentina | 1980    |
| Primera División argentina | River Plate | Argentina | 1981    |

### Títulos internacionales
| Título           | Club      | País    | Año     |
| ---------------- | --------- | ------- | ------- |
| Recopa de Europa | Barcelona | Basilea | 1978-79 |